# 沙納瓦茲·塔奈
沙納瓦茲·塔奈（1950年—2022年3月7日），前阿富汗民主共和國中將，他的崗位包括砲兵指揮官，陸軍參謀長，國家信息服務部情報網絡的負責人，以及20世紀80年代在蘇聯佔領期間出任國防部長。他在20世紀90年代曾企圖推翻納吉布拉，失敗後流亡巴基斯坦。

## 略歷
沙納瓦茲生於阿富汗東南部霍斯特的達爾加村，經歷了經典的軍事生涯，首先參加軍事學院和大學，專攻步兵戰術。後來他前往蘇聯學習領導能力，他於1978年結婚。
在1978年阿富汗總統穆罕默德·達烏德汗被政變趕下台後殺死之後，塔奈被任命為軍事情報部門負責人。他在1980年的第一次任命是喀布爾駐軍司令(中央軍團)。1984年任参謀總長兼國防部副部長。1986年5月任國防會議成員兼任作戰部議長。1988年3月-1990年3月任國防部長。
當納吉布拉總統選擇穆罕默德·哈桑·沙克為新總理時，國防部長的職位空置了一段時間，但最終授予塔奈將軍。塔奈本人被認為是阿富汗聖戰者的死敵(他曾在1979年赫拉特起義對叛軍空襲)。他甚至敦促對伊斯蘭堡使用飛毛腿導彈。他尋求對游擊隊實际軍事解決方案，而不是該黨主張的民族和解政策。
他曾與古勒卜丁·希克马蒂亚尔秘密接觸企圖推翻納吉布拉，但因無法直接控制喀布爾境內的部隊，政變失敗，逃亡白沙瓦。在那裡他迎接並公開承認他是希克马蒂亚尔的盟友。
2005年，他回到霍斯特省進行政治復出。他從伊斯蘭堡驅車前往邊境城市托爾哈姆，在那裡他越過了阿富汗，受到他的支持者的熱烈歡迎。然後他被護送到一個車隊前往喀布爾，他現在居住在那裡。